# 前464年
| 千纪： | 前1千纪 |
| 世纪： | 前6世纪 \| 前5世纪 \| 前4世纪 |
| 年代： | 前490年代 \| 前480年代 \| 前470年代 \| 前460年代 \| 前450年代 \| 前440年代 \| 前430年代                                                                                                 |
| 年份： | 前469年 \| 前468年 \| 前467年 \| 前466年 \| 前465年 \| 前464年 \| 前463年 \| 前462年 \| 前461年 \| 前460年 \| 前459年                                                                   |
| 纪年： | 周貞定王五年 魯悼公四年 齊平公十七年 晉出公十一年 趙襄子十二年 秦厉共公十三年 楚惠王二十五年 宋昭公五年 衛敬公元年 蔡声侯八年 郑声公三十七年 燕孝公二十九年 越王勾践三十三年 杞哀公七年 |

## 大事記
- 斯巴达发生强烈地震。
- 晋国大夫知伯荀瑶率軍攻郑国。郑国的驷弘向知伯示弱，先守在南里。知伯攻进南里，又攻桔秩之门。战斗中知伯与赵襄子的矛盾暴露，11年后，韩、魏与赵襄子合谋灭亡了知伯。《左传》以这件事作为全书的结尾

## 逝世
- 越王勾踐。